# Eduard Berzin
Edward Petrovich Berzine (en ruso: Эдуард Петрович Берзин; en letón: Eduards Bērziņš), nacido el 7  de febrero de  1894 en Riga, en Letonia y murió el 1  de agosto de  1938 en Moscú, es un militar ruso, entonces un cuadro de la Policía secreta soviética, la Cheka. Fue el creador y director del sistema de  Campos de trabajos forzados de Kolyma, en el noreste de Siberia, donde murieron cientos de miles de prisioneros de Gulag.

## Primera experiencia
Antes de la Revolución rusa de 1917, Berzine estudiaba pintura en la Academia de Bellas Artes de Berlín, donde conoció a su esposa, Elza Mittenberg, una artista como él de Riga.
Después de luchar en las líneas del frente con el Ejército Rojo durante la  Guerra Civil, Berzine en 1918 se convirtió en comandante del Primer Regimiento Letón de Fusileros Letones, con responsabilidades especiales para la protección de Lenin. Habiéndose ganado la confianza de Felix Dzerzhinsky, pronto se convirtió en miembro de la Cheka, la policía secreta.
En 1926, Stalin confió a Berzine la tarea de establecer el complejo de campos de trabajo en Vichera, en los Urales, conocido como Vichlag, para producir celulosa y papel. Lleva a cabo esta misión con tanto entusiasmo como éxito. Los 70 000 prisioneros fueron tratados relativamente bien, incluso recibieron un salario, y se les proporcionaron cines, bibliotecas, clubes de discusión y comedores. Berzine fue considerado un director ejemplar.